# هامبورگر فلوک‌تسویک‌باو
اچ‌اف‌بی (انگلیسی: Hamburger Flugzeugbau) شرکت هوافضای آلمانی است، که در سال ۱۹۳۳ تأسیس شد.